# Sinopsephenoides malickyi
Sinopsephenoides malickyi là một loài bọ cánh cứng trong họ Psephenidae. Loài này được Jäch & Jeng miêu tả khoa học đầu tiên năm 1995.